# 君特·馮·克魯格
君特·阿道夫·费迪南德·克鲁格（德語：Günther Adolf Ferdinand Kluge，1882年10月30日—1944年8月19日），1913年起称冯·克魯格（德語：von Kluge），也被称为汉斯·君特·冯·克鲁格是一位德國陸軍將領，最高軍階為元帥，在第二次世界大戰參加了許多重大戰役，擔任指揮要職，最終因涉及7月20日密謀案陰謀，遭到希特勒的查辦，畏罪服毒自殺身亡。

## 生平

### 早年
京特·冯·克鲁格1882年出生于普鲁士王国波森省波森（今波兰波茲南），是普鲁士中将马克斯·克鲁格的儿子，马克斯共有两个儿子，另一个儿子沃尔夫冈（1892-1976）也参加了两次世界大战，并在1943年晋升中将。马克斯·克鲁格于1913年被提升为世袭贵族，故而全家名后可添加冯这一贵族名。
1901年3月22日，离开军事学院后，他加入位于阿尔托纳的下萨克森州第46野战炮兵团，担任中尉。在他年轻的时候，由于他聪明过人，他在军校的朋友们称他为“聪明的汉斯”（Der kluge Hans），这是来源于当时非常有名的一匹会计算的马（参见聰明的漢斯）。汉斯·君特·冯·克鲁格的名字由此而来。第一次世界大戰期間，他是參謀部的軍官，曾於1916年參加凡爾登戰役。
战争结束后，他被接纳进入德国国家国防军，于1923年4月1日被任命为少校，并于1927年7月1日晋升为中校。次年，他成为驻勃兰登堡奥德河畔法兰克福的第一骑兵师参谋长。1930年2月1日晋升为上校时，他还被任命为什未林第2（普鲁士）炮兵团团长。

### 第二次世界大战
1936年，他被晉升為陸軍上將。1937年奉命指揮第6軍；該軍後來改編為第4軍團。1939年他指揮該軍團攻入波蘭。儘管他反對進攻西線，但他仍在法國戰役中率領第4軍團進攻阿登。1940年7月被晉升為陸軍元帥後，他在1941年6月22日开始的巴巴羅薩行動中繼續指揮第4軍團；在這段時間他與古德里安因進攻戰術上的分岐及古德里安經常違反他的命令而雙方關係惡劣。

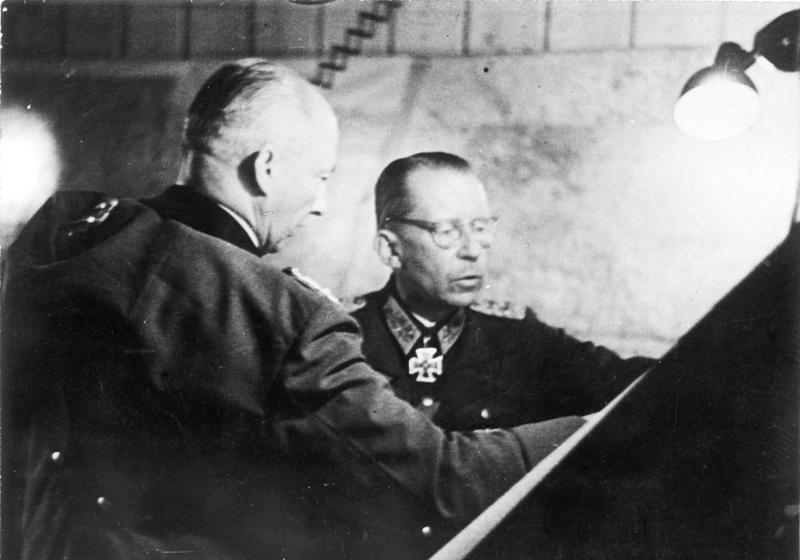
1943年在苏联的克鲁格和哥特哈德·海因里希

當馮·博克在1941年12月被解除中央集團軍的指揮權後，克魯格被晉升為集團軍群司令官直至1943年10月受傷為止。克魯格經常乘坐飛機，來巡視麾下師團及有時在空中乘坐飛機以解除厭倦 ——一個非常规的方法。
1943年10月27日，克魯格因其座駕在明斯克-斯摩棱斯克公路上發生意外翻車而受重傷，他不能履行指揮職責；直至1944年7月，他受命替代馮·倫德施泰特為德國西歐戰場總司令。 

### 反抗希特勒
德國抵抗運動領導人特萊斯科夫將軍是中央集團軍的參謀長，克魯格亦間接參與了抵抗運動。他知道特萊斯科夫計劃在希特勒巡視中央集團軍司令部時，要射殺希特勒，所以事先通知了他的前任下屬馮·波斯拉格，而波斯拉格當時即是特萊斯科夫的下屬。在最後時刻，克魯格最後放棄了特萊斯科夫的刺殺計劃，波斯拉格其後推測這是因為希姆萊將陪同希特勒前往開會；克魯格擔心希姆萊也會被殺，而一旦希姆萊被除去，則將引爆武裝親衛隊及德意志國防軍陆军之間的一場慘烈的內戰。
當施陶芬貝格在7月20日密謀案中企圖行刺希特勒時，克魯格正身任德國西歐戰場司令在其位於拉羅什蓋恩城堡的司令部中。法國佔領軍司令馮·史圖爾普納格上將，及其同事馮·塞奧特少將——施陶芬貝格的姪兒——前往拜訪克魯格；史圖爾普納格來訪前，甫命令逮捕德軍駐防在巴黎的武裝親衛隊單位。由於克魯格當時已知希特勒仍然健在，所以拒絕提供任何協助，他說“可以，只要那头猪已经死了！”。在施陶芬貝格的計劃失敗後，他被希特勒召回柏林，但是認為希特勒會把他視為背叛者來懲罰，於是在返回德國途中服食氰化物自殺。他遺留一封信給希特勒，信中建議希特勒應該尋求和平及有需要時可以結束為鞏固權力而推展的鬥爭，希特勒將信交給約德爾並說：“這是很有力的證據，說明克魯格應該被處死。”

## 外部連結
| 军职                          | 军职                                         | 军职                            |
| ----------------------------- | -------------------------------------------- | ------------------------------- |
| 前任： 無                     | 第6軍軍長 1935年4月1日-1938年11月24日        | 繼任： 奧托-威廉·福斯特工兵上將 |
| 前任： 無                     | 第4軍團司令 1939年9月1日–1941年12月19日      | 繼任： 約瑟夫·庫比勒大將        |
| 前任： 費多爾·馮·博克元帥     | 中央集團軍司令 1941年12月19日–1943年10月12日 | 繼任： 恩斯特·布施元帥          |
| 前任： 埃爾溫·隆美爾元帥      | B集團軍司令 1944年7月19日–1944年8月17日      | 繼任： 瓦爾特·莫德爾元帥        |
| 前任： 格特·馮·倫德施泰特元帥 | 西線總司令 1944年7月3日–1944年8月16日        | 繼任： 瓦爾特·莫德爾元帥        |